# Districte de Dera Ghazi Khan
Dera Ghazi Khan (urdú: ڈیرہ غازی خان) és un districte de la província del Panjab al Pakistan. La capital és Dera Ghazi Khan i la superfície de 5.306 m²; el forma una terra allargada de 320 km entre les muntanyes a l'oest i l'Indus a l'est; la terra és àrida i regada per 201 torrents, dels quals només dos porten aigua fora del temps de pluja. Al nord hi ha les muntanyes Sulayman (Koh-e-Sulaiman) que arriben fins als 3000 metres. Les tribus de la regió són els lashari jawar, qaisrani, bozdar, khosa, leghari, khetran, gurchani, mazari, marri, mirani, bugti i malghani. El districte disposa de reserves de petroli i gas. Produeix també marbre i ciment. La població (cens del 1998) era d'1.643.118 habitants. El districte està dividit en tres tehsils que segons la llista del govern pakistanès són: 
- Dera Ghazi Khan
- Taunsa Sharif
- De-Excluded Areas of Dera Ghazi Khan

## Història
La regió apareix associada a l'heroi mític hindú Rasalu, rei del Panjab. Algunes ruïnes a Sanghar i altres llocs testimonien la presència hindú anteriorment a la conquesta musulmana. La tradició parla de l'antic regne de Multan. El 712 va caure en mans del jove general àrab Muhammad ibn Kasim, i en els segles següents va formar part de la província de Multan.
Vers 1445 els Langah van establir un estat independent a Multan, i uns deu anys després el Nahirs, una branca de la família Lodi que havia arribat al tron a Delhi (1452), van establir un govern independent a Kin i Sitpur (Kin estava al sud del districte i Sitpur a la riba de l'Indus, al costat oriental si bé més tard per un canvi en el curs del riu va quedar al costat oriental). Els Nahirs van estendre els seus dominis per Derajat però finalment van venir de l'oest els balutxis, dirigits per Malik Sohrab Baluchi, seguit després per Haji Khan, cap dels mihranis, el fill del qual, Ghazi Khan, va fundar una ciutat a la que va donar el seu nom, abans del final del segle xv (Ghazi Khan va morir el 1494). Inicialment van posseir el territori com a vassalls del govern Langah de Multan però a la tercera generació es van sentir prou forts per proclamar la seva independència dels Lodi. Divuit prínceps de la mateixa família van governar el baix Derajat i van portar alternativament els noms d'Haji Khan i Ghazi Khan; però al sud del districte els Nahirs van romandre com a sobirans fins al segle xviii.
A la part final del segle xvi la família de Ghazi Khan es va sotmetre a Akbar el Gran i van pagar un tribut però la seva independència real no es va veure alterada. Humayun els va concedir el territori en jagir per un decret imperial. El 1700 el sobirà local es va revoltar però fou derrotat pel governador de Multan. Durant la decadència dels mogols el territori va passar a mans de Nadir Shah de Pèrsia el 1739 per cessió de l'emperador Muhammad Shah; el vintè successor de Ghazi Khan que governava el principat va fer submissió a Nadir però aquest va cedir el govern del país als kalhores de Sind, representats a la zona pel wazir mihrani Mahmud Gujar Khan (que estava supeditat a Nur Muhammad Kalhora al seu torn vassall de Nadir). El darrer sobirà Ghazi Khan va morir el 1758 sense hereus, pel mateix temps aproximadament que els nahirs, que ja havien perdut part del sud del districte (la regió de Kin) davant els balutxis, van perdre també Sitpur davant Makhdum Shaikh Rajan, que va fundar Rajanpur a la que va donar el seu nom. La sobirania dels Durrani es va imposar i el territori fou incorporat a la província de Multan.
Mahmud Khan Gujar fou succeït vers 1770 pel seu nebot, que va destacar per la construcció de canals i la posada en cultiu de terra estèril, però aquest fou mort el 1779 i els durranis llavors van nomenar governadors directament durant 37 anys; en aquestos anys a l'interior es produïen lluites entre els clans balutxis que tenien el domini útil de la regió; la situació política es va deteriorar progressivament, els canals van deixar d'estar en servei, els camps es van abandonar i la pagesia va emigrar; el 1819 el maharaja sikh Ranjit Sinh es va dirigir la zona i va ocupar el sud del districte que va cedir en feu a Sadik Muhammad Khan, nawab de Bahawalpur, antic vassall dels durrani afganesos, contra el pagament d'un tribut anual al govern sikh de Lahore. El 1827 el nawab va assolar la part nord del districte que romania en poder dels afganesos i els seus vassalls balutxis, i que va passar als sikhs. El 1830 la zona fou concedida en feu al general Ventura, comandant estranger de les forces de Lahore. El 1832 el districte va passar a Sawan Mall de Multan; el 1848 l'havia succeït el seu fill Mulraj quan va esclatar la guerra entre sikhs i britànics. El territori estava desolat quan es va produir la conquesta britànica al final de la guerra sikh (1849) amb tota la resta del Panjab. La restauració dels canals, la recuperació de l'agricultura i la tranquil·litat general va fer recuperar el territori. El 1857 la vigilància fou confiada a un cos reclutat localment de 600 homes mentre les forces estacionades al districte foren enviades a altres llocs.
Després del 1849 fou un districte de la Divisió de Derajat al Panjab, el districte més al sud de la divisió limitant amb Sind. El 1854 la població fou estimada en 238.964 habitants i el 1868 va arribar a 308.840. La superfície el 1881 era d'11.699 km² i la població de 363.346 o 385.470 habitants (les dues estadístiques es donen a la mateixa font, a la primera edició de la Gaceta i a la segona) passant a 427.758 el 1891. El 1901 la superfície consta com 13.742,5 km² i la població com 471.140 repartida en 5 ciutats i 713 pobles. La capital era Dera Ghazi Khan i era l'únic districte del Panjab que estava situat totalment a l'oest de l'Indus. Els cinc municipis del districte eren: Dera Ghazi Khan (22.309 habitants el 1901), Djalal incloent Naushahra (formant conjuntament una municipalitat, amb 7913 habitants), Jampur (4697), Rajanpur (4932) i Mithankot (3353). Estava dividit el 1901 en quatre tehsils:
- Dera Ghazi Khan
- Sangarh
- Rajanpur
- Jampur

El tehsil de Dera Ghazi Khan tenia 3774 km² i una població de 193.744 habitants; destacaven els cims d'Ekbhai (2313 metres) i Fort Munro (1950 metres). La capital era Dera Ghazi Khan (23.731 habitants el 1901) i hi havia també 215 pobles. El centre religiós principal era la capella de Shaki Sarwar. El balutxis mazaris tenien capital a Rojhan.